# Terry Balsamo
Terry Balsamo (ur. 9 października 1972 w Tampie) – amerykański gitarzysta.
W 1995 grał w Limp Bizkit, a w latach 1999–2003 w Cold. W 2003 roku rozpoczął współpracę z zespołem Evanescence. W 2015 roku muzyk odszedł z zespołu. Rok później muzyk ponownie dołączył do grupy Cold.

## Dyskografia
- Evanescence – Anywhere but Home (2004, Wind-up Records)[4]
- Evanescence – The Open Door (2006, Wind-up Records)[5]
- Evanescence – Evanescence (2011, Wind-up Records)[6]